# 9504 Lionel
9504 Lionel este o planetă minoră (asteroid), cu un diametru de 4,806 km, din centura de asteroizi. A fost descoperită pe 29 septembrie 1973 la Observatorul Palomar de Cornelis Johannes van Houten și a fost numită după Sir Lionel⁠(d). 
Obiectul prezintă o orbită caracterizată de o semiaxă mare de 2,9465182 UAi, o excentricitate de 0,08, o înclinație de 2,39255 ° în raport cu ecliptica.